# Taiwan Open 2018
Il Taiwan Open 2018 è stato un torneo di tennis giocato sui campi in cemento indoor. È stata la 3ª edizione del Taiwan Open, che fa parte della categoria International nell'ambito del WTA Tour 2018. Si è giocato all'Heping Basketball Gymnasium di Taipei, in Taiwan, dal 29 gennaio al 4 febbraio 2018.

## Partecipanti

### Teste di serie
| Giocatrice | Nazionalità        | Ranking* | Testa di serie |
| ---------- | ------------------ | -------- | -------------- |
| Cina       | Peng Shuai         | 27       | 1              |
| Cina       | Zhang Shuai        | 34       | 2              |
| Australia  | Samantha Stosur    | 41       | 3              |
| Ungheria   | Tímea Babos        | 51       | 4              |
| Kazakistan | Julija Putinceva   | 54       | 5              |
| Kazakistan | Zarina Dijas       | 60       | 6              |
| Polonia    | Magda Linette      | 74       | 7              |
| Francia    | Pauline Parmentier | 82       | 8              |

* Ranking al 15 gennaio 2018.

### Altre partecipanti
Le seguenti giocatrici hanno ricevuto una wildcard per il tabellone principale:
- Eugenie Bouchard
- Chang Kai-chen
- Lee Ya-hsuan

Le seguenti giocatrici sono entrata in tabellone con il ranking protetto:
- Sabine Lisicki
- Wang Yafan

Le seguenti giocatrici sono passate dalle qualificazioni:

- Lizette Cabrera
- Anna Blinkova
- Dalila Jakupovič
- Junri Namigata
- Han Xinyun
- Zhang Yuxuan

I seguenti giocatori sono entrati in tabellone come lucky loser:
- Lu Jingjing

### Ritiri
Prima del torneo
- Belinda Bencic → sostituita da  Kurumi Nara
- Margarita Gasparjan → sostituita da  Wang Yafan
- Dar'ja Gavrilova → sostituita da  Zhu Lin
- Elina Svitolina → sostituita da  Lu Jingjing
- Lesja Curenko → sostituita da  Ana Bogdan
- Alison Van Uytvanck → sostituita da  Risa Ozaki

## Punti e montepremi
| Torneo              | Torneo              | V      | F      | SF     | QF    | 2T    | 1T    | Q  | Q2    | Q1  |
| Singolare femminile | Punti               | 280    | 180    | 110    | 60    | 30    | 1     | 18 | 12    | 1   |
| Singolare femminile | Premi in denaro ($) | 43,000 | 21,400 | 11,500 | 6,175 | 3,400 | 2,100 | –  | 1,020 | 600 |
| Doppio femminile    | Punti               | 280    | 180    | 110    | 60    | -     | 1     | –  | –     | –   |
| Doppio femminile    | Premi in denaro ($) | 12,300 | 6,400  | 3,435  | 1,820 | -     | 960   | –  | –     | –   |

## Campionesse

### Singolare
Tímea Babos ha sconfitto in finale  Kateryna Kozlova con il punteggio di 7-5, 6-1.
- È il terzo titolo in carriera per Babos, il primo della stagione.

### Doppio
Duan Yingying /  Wang Yafan hanno sconfitto in finale  Nao Hibino /  Oksana Kalašnikova con il punteggio di 7–6(4), 7–6(5).